# Закерничний Олександр Васильович
Олександр Васильович Закерничний (27 листопада 1974, Одеса, Українська РСР, СРСР; нині Україна — 4 серпня 2023, с. Чернещина, Ізюмський район, Харківська область) — український інженер, фотограф, художник, письменник, військовий. З 28 лютого 2022 року по 4 серпня 2023 року військовослужбовець 68 окремої єгерської бригади ім. Олекси Довбуша (позивний «Письменник»), звання солдат-водій-радіотелефоніст.

## Життєпис
Народився 27 листопада 1974 року у місті Одеса. Закінчив у 1996 році Одеську державну академію холоду за спеціальністю «Теплофізика» та курс навчання на факультеті медико-біологічних проблем оздоровлення Інституту розвитку людини. Тоді ж з'явилися його перші літературні нариси. Друкувався в журналах.
Інженер-теплофізик за освітою, письменник за покликанням, він створив стандарт насиченого різноманітного життя та ніс світло у життя інших: писав самобутні картини (зараз кілька з них в експозиції Одеського військово-історичного музею), співав під гітару, кував ножі, писав свої есе-спостереження, а ще — підкорював гірські вершини і лижні траси, ходив під парусом, пірнав з аквалангом, стрибав з парашутом, блукав катакомбами, ліпив цеглу з глини і ходив гарячим вугіллям, опановував керування яхтою та брав участь у фотоконкурсах, займався козацьким бойовим мистецтвом «Спас».
У 2019 році видав свою першу книгу «Синочка».
У лютому 2022 року пішов добровольцем до ЗСУ, мав звання солдат-водій-радіотелефоніст. Звідти, з першого і до останнього дня писав про життя та службу в армії, про події, учасником або свідком яких він був. Публікував ці нотатки у соціальних мережах. За що й отримав позивний «Письменник». У 2023 році на основі цих записок було видано книгу «Записки добровольця».
Служив спочатку у Миколаївській, потім у Донецькій та Харківській областях (Братське, Костянтинівка, Мирноград, Вугледар, Борова). Брав участь у боях під Авдіївкою.
Після поранення та реабілітації знов став до лав захисників.
Загинув 4 серпня 2023 року під час виконання бойового завдання на Харківщині.

## Лексика
Твори написані в жанрі автофікшн, а стилю властивий характерний вжиток розмовної та нецензурної лексики. Творам О. Закерничного притаманні тонкий психологізм, іронія, гумор і одночасно філософські думки. Водночас, лексика різноманітна за тематикою та сферою використання, стилістичним забарвленням і емоційним навантаженням, експресивністю, що дає змогу письменникові якнайвиразніше передати свої думки і почуття. Будь-яке слово, використане автором, не є випадковим, а багатство лексичного складу свідчить про талант письменника, його освіченість, інтелектуальний рівень і національну свідомість, а також відображає багатство мовної картини письменника.

## Видання

Обкладинка книги «Записки добровольця»

- рос. «Синочка» (Київ: Каяла, 2019)
- рос. «Записки добровольця» (Київ: Сітон, 2023)
- рос. «Записки добровольця» (вибрані уривки), літературний альманах «Радуга», № 4, 2023 (Київ: Сітон, 2023)
- укр. «Записки добровольця» (Київ: Сітон, 2024)

Вистава «Записки добровольця» (Одеса: театральна лабораторія «Воля», 2024)

## Нагороди, відзнаки
- 2023 — відзнака МО України — медаль «За поранення».
- 2023 — лауреат літературного альманаху «Радуга» 4'2023.
- 2024 — диплом загальнонаціонального конкурсу «Українська мова — мова єднання», номінація «Рубежі подвигів і безсмертя» (посмертно).
- 2024 — відзнака — медаль «Захисник України» (посмертно).